# Héliport de Monaco
De Héliport de Monaco is een Heliport in het prinsdom Monaco en de enige luchthaven van het staatje. De luchthaven is in 1976 door Rainier III geopend, en in de loop der jaren gegroeid tot 8 helipads.

## Ligging
De heliport bevindt zich direct aan de Middellandse Zeekust in het stadsdeel Fontvieille, achter het Stade Louis II. De buslijnen 5 en 6 van de Compagnie des Autobus de Monaco (CAM) hebben hier hun eindhalte.

## Gebruik
Er vinden vanaf de luchthaven lijndiensten plaats op de luchthaven Nice Côte d'Azur. De maatschappij Heli Air Monaco voert gemiddeld zo'n 24 shuttlevluchten per dag uit. De vluchten gaan over zee langs de Cap Ferrat en nemen zo'n 8 minuten in beslag. Naast de lijnvluchten is er ook sprake van een uitgebreid privégebruik, en is er ook een vliegschool. De luchthaven heeft drie hangars en een stationsgebouw met een ondergrondse parkeergarage.